# Lewarde
Lewarde település Franciaországban, Nord megyében. Lakosainak száma 2388 fő (2022. január 1.). Lewarde Loffre, Erchin, Guesnain, Masny és Roucourt községekkel határos.

## Népesség
A település népességének változása:
| Lakosok száma | 2573 | 2468 | 2456 | 2425 | 2427 | 2430 | 2418 | 2403 | 2388 |
|               | 2013 | 2015 | 2016 | 2017 | 2018 | 2019 | 2020 | 2021 | 2022 |